# Герм Гілліам
Герм Гілліам (англ. Herm Gilliam, 5 травня 1946, Вінстон-Сейлем — 16 квітня 2005, Сейлем) — американський професіональний баскетболіст, що грав на позиціях легкого форварда і атакувального захисника за низку команд НБА. Чемпіон НБА.

## Ігрова кар'єра
На університетському рівні грав за команду Пердью (1966–1969). 
1969 року був обраний на драфті АБА командою «Кентакі Колонелс» та у першому раунді драфту НБА під загальним 8-м номером командою «Цинциннаті Роялс». Професійну кар'єру розпочав 1969 року виступами за «Цинциннаті Роялс», захищав кольори команди з Цинциннаті протягом одного сезону.
З 1970 по 1971 рік грав у складі «Баффало Брейвз».
1971 року перейшов до «Атланта Гокс», у складі якої провів наступні 4 сезони своєї кар'єри. 26 жовтня 1973 року провів найрезультативніший матч в кар'єрі, забивши 35 очок проти «Портленда».
Наступною командою в кар'єрі гравця була «Сіетл Суперсонікс», за яку він відіграв один сезон.
Останньою ж командою в кар'єрі гравця стала «Портленд Трейл-Блейзерс», до складу якої він приєднався 1976 року і за яку відіграв один сезон. Став чемпіоном НБА в складі команди.

## Після НБА
Завершивши спортивну кар'єру, почав працювати в UPS. Пропрацювавши там 15 років, очолив хаб компанії в Корваллісі—Олбані.
Помер 16 квітня 2005 року від серцевого нападу.